# مرکز اروپایی کنترل و پیشگیری بیماری
مرکز اروپایی کنترل و پیشگیری بیماری (انگلیسی: European Centre for Disease Prevention and Control) یا به اختصار ECDC، یک سازمان مستقل در اتحادیه اروپا است که مأموریتش تقویت قوای تدافعی اروپا در برابر بیماری‌های عفونی است. این مرکز در سال ۲۰۰۴ پایه‌گذاری شد و مقر اصلی‌اش در شهر سولنای سوئد است.
به‌دنبال برداشته‌شدن مرزها و ادغام و یکپارچه‌سازی اقتصادی و اجتماعی کشورهای عضو اتحادیه اروپا، نیاز به ایجاد یک مرکز کنترل بیماری‌ها بیش از پیش احساس می‌شد، اما وقوع همه‌گیری بیماری سارس در سال ۲۰۰۳ و انتشار بسیار سریع آن، فوریت تشکیل چنین سازمانی را تأیید کرد. در واقع سرعت برپایی این سازمان در اتحادیه اروپا یک رکورد بود: پیش‌نویس سیاسیت‌گذاری اولیه این سازمان در ژوئیهٔ ۲۰۰۳ آماده شد و تا ماه مه ۲۰۰۵، این سازمان عملیاتی شد.
این سازمان ۳۰۰ کارمند دارد و بودجهٔ سالیانه‌اش €۵۰ میلیون یورو است.

## ساختار سازمانی
مرکز اروپایی کنترل و پیشگیری بیماری‌ها یک ساختار ماتریسی دارد و بر ۵ واحد استوار است:
- دفتر دانشمندان ارشد
- پشتیبانی از پایش و واکنش سریع
- توانایی بهداشت عمومی و ارتباطات
- مدیریت منابع و هماهنگ‌سازی
- تکنولوژی اطلاعات و ارتباطات

کار دفتر دانشمندان ارشد، نظارت بر «برنامهٔ ۷ بیماری»، «بخش هماهنگ‌سازی میکروب‌شناسی» و «بخش هماهنگ‌سازی مشاوره‌های علمی» است. تمرکزِ «برنامهٔ ۷ بیماری» بر روی گروه‌های خاصی از بیماری‌هاست:
- مقاومت ضد میکروبی و عفونت‌های مرتبط با مراقبت‌های بهداشتی-درمانی
- بیماری‌های انتقال‌یابندهٔ توسط ناقل‌ها و بیماریهای نوظهور
- بیماری‌های ناقل بوسیله آب و غذا و همچنین زئونوز
- بیماری‌های آمیزشی از جمله عفونت اچ‌آی‌وی و ویروس‌های منتقل‌شونده از خون
- آنفلوانزا
- سل
- بیماری‌های قابل پیشگیری با واکسن

## اعضاء
علاوه بر کشورهای عضو اتحادیه اروپا، سه کشور عضو «ناحیهٔ اقتصادی اروپا» در مرکز اروپایی کنترل و پیشگیری بیماری همکاری دارند: ایسلند، لیختن‌اشتاین و نروژ